# Ранчо-Кордова (Каліфорнія)
Ранчо-Кордова (англ. Rancho Cordova) — місто (англ. city) в США, в окрузі Сакраменто штату Каліфорнія. Населення — 79 332 особи (2020).

## Географія
Ранчо-Кордова розташоване за координатами 38°34′34″ пн. ш. 121°14′48″ зх. д. / 38.57611° пн. ш. 121.24667° зх. д. (38.576181, -121.246692).  За даними Бюро перепису населення США в 2010 році місто мало площу 87,73 км², з яких 86,78 км² — суходіл та 0,95 км² — водойми.

## Демографія
Згідно з переписом 2010 року, у місті мешкало 64 776 осіб у 23 448 домогосподарствах у складі 15 767 родин. Густота населення становила 738 осіб/км².  Було 25479 помешкань (290/км²).
Расовий склад населення:
| - 60,4 % — білих - 12,1 % — азіатів - 10,1 % — чорних або афроамериканців - 1,0 % — корінних американців - 0,9 % — вихідців з тихоокеанських островів - 8,5 % — осіб інших рас |

До двох чи більше рас належало 7,0 %. Частка іспаномовних становила 19,7 % від усіх жителів.
За віковим діапазоном населення розподілялося таким чином: 26,3 % — особи молодші 18 років, 63,5 % — особи у віці 18—64 років, 10,2 % — особи у віці 65 років та старші. Медіана віку мешканця становила 33,1 року. На 100 осіб жіночої статі у місті припадало 95,8 чоловіків;  на 100 жінок у віці від 18 років та старших — 92,3 чоловіків також старших 18 років.
Середній дохід на одне домашнє господарство  становив 66 427 доларів США (медіана — 52 530), а середній дохід на одну сім'ю — 70 570 доларів (медіана — 59 756). Медіана доходів становила 47 611 долар для чоловіків та 42 200 доларів для жінок. За межею бідності перебувало 17,2 % осіб, у тому числі 22,8 % дітей у віці до 18 років та 10,1 % осіб у віці 65 років та старших.
Цивільне працевлаштоване населення становило 30 836 осіб. Основні галузі зайнятості: освіта, охорона здоров'я та соціальна допомога — 20,7 %, науковці, спеціалісти, менеджери — 11,8 %, роздрібна торгівля — 11,0 %.